# Колония Попема

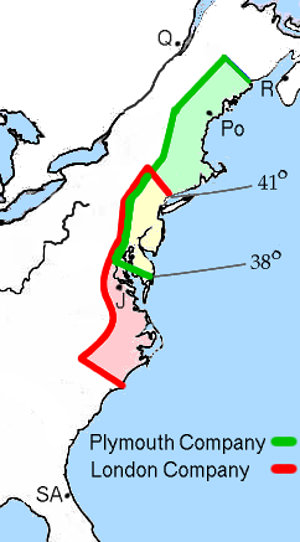
Карта территорий, права на которые Яков I передал Вирджинской компании. Поупхэм отмечен как «Po».

Колония Попема (англ. Popham) или колония Сагадахок (англ. Sagadahoc Colony) — одно из первых недолговечных английских поселений в Северной Америке, существовавшее в 1607—1608 годах.

## История
В 1606 году благодаря хартии короля Якова I в Англии была создана Виргинская компания, состоявшая из двух частей: Лондонская компания и Плимутская компания. Лондонская компания получила права на заселение североамериканского побережья от 34-й до 41-й параллели, Плимутская — от 38-й до 45-й; право на заселение перекрывающейся зоны от 38-й до 41-й параллели должна была получить та компания, которая окажется «достаточно сильной». При этом с формальной точки зрения Испания считала всю Северную Америку своими владениями.
В августе 1606 года Плимутская компания отправила в Америку своё первое судно — «Richard», но оно было в ноябре перехвачено испанцами в районе Флориды.
31 мая 1607 года из Плимута вышла следующая экспедиция. 120 колонистов отправились на двух судах: на «Gift of God» плыл руководитель экспедиции Джордж Попем (сын лорда главного судьи сэра Джона Попема) и его заместитель Рэли Гилберт (сын Хемфри Гилберта, племянник Уолтера Рэли), капитан «Mary and John» Роберт Дэвис вёл дневник, ставший одним из основных источников информации о колонии Попема.
13 августа 1607 года «Gift of God» прибыл к устью реки Кеннебек, три дня спустя туда же подошёл «Mary and John». Колонисты стали быстро строить укрепление, получившее название форт Святого Георгия в честь святого покровителя Англии.
Попема и Гилберт отправили экспедицию вверх по реке, и вступили в контакт с индейцами племени абенаки, но не смогли наладить с ними сотрудничества. Так как уже не было времени заниматься сельским хозяйством, то в декабре половина колонистов вернулась в Англию на борту «Gift of God».
Оставшимся колонистам пришлось пережить трудную зиму. Замёрзла река Кеннебек, пожары уничтожили склад с продовольствием. 5 февраля 1608 года умер Джордж Попема, и 25-летний Рэли Гилберт стал «президентом колонии». Весной колонисты смогли построить пинас «Виргиния» и наладить торговлю с племенем абенаки, подготовив груз растения аралия голостебельная.
Когда в 1608 году прибыло судно с грузом снабжения, то оно доставило весть о том, что скончался сэр Джон Попема. Гилберт отправил в Англию «Mary and John» с грузом аралии. Когда судно вернулось в конце лета, то оно принесло известия о том, что скончался старший брат Гилберта — Джон, и Рэли стал наследником титула и замка Комтон. Рэли Гилберт, а с ним и оставшиеся 45 колонистов, решил вернуться в Англию. Таким образом, колония Попема была заброшена после года существования. Опыт этой колонии был учтён, и последующие поселения основывались в местах, где зимние шторма не столь жестоки.

## Карта

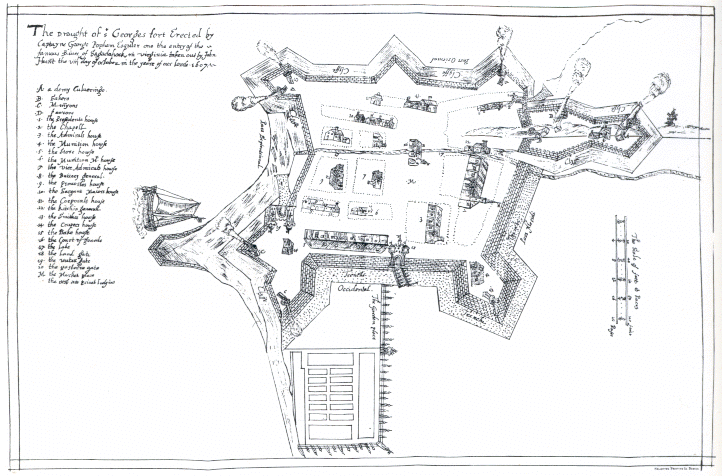
Карта Ханта

Ещё 8 октября 1607 года колонист Джон Хант, записанный в списке поселенцев как «чертёжник», нарисовал карту колонии. Испанский посол в Лондоне через своих шпионов смог купить копию этой карты, и в 1608 году передал её испанскому королю Филиппу III. Эта копия была обнаружена в испанских архивах в 1888 году.

## Современные раскопки
Первые неудачные раскопки в этом районе были предприняты в 1960-е годы. Место расположения колонии было найдено Джеффри Брэйном из Музея Пибоди в Эссексе в 1994 году, с опорой на карту Ханта. В 1997 году он предпринял более крупные раскопки — и обнаружил дом адмирала, склад и спиртохранилище. Часть форта, вероятно включавшая капеллу и кладбище, ныне находится на территории частного владения и недоступна для раскопок; южная часть форта в настоящее время находится под автомагистралью.